# Dorjgotovyn Tserenjand
Dorjgotovyn Tserenjand –en mongol, Доржготовын Цэрэнханд– (Ulán Bator, 15 de abril de 1977) es una deportista mongola que compitió en judo. Ganó tres medallas en los Juegos Asiáticos en los años 2006 y 2010, y seis medallas en el Campeonato Asiático de Judo entre los años 2000 y 2011.

## Palmarés internacional
| Juegos Asiáticos    | Juegos Asiáticos     | Juegos Asiáticos  | Juegos Asiáticos |
| Año                 | Lugar                | Medalla           | Categoría        |
| ------------------- | -------------------- | ----------------- | ---------------- |
| 2006                | Doha (Catar)         | Medalla de plata  | +78 kg           |
| 2006                | Doha (Catar)         | Medalla de plata  | Abierta          |
| 2010                | Cantón (China)       | Medalla de bronce | Abierta          |
| Campeonato Asiático |                      |                   |                  |
| Año                 | Lugar                | Medalla           | Categoría        |
| 2000                | Osaka (Japón)        | Medalla de plata  | –70 kg           |
| 2003                | Jeju (Corea del Sur) | Medalla de bronce | –78 kg           |
| 2007                | Kuwait (Kuwait)      | Medalla de plata  | +78 kg           |
| 2008                | Jeju (Corea del Sur) | Medalla de bronce | +78 kg           |
| 2008                | Jeju (Corea del Sur) | Medalla de bronce | Abierta          |
| 2011                | Abu Dabi (EAU)       | Medalla de bronce | +78 kg           |